# وسط راديكالي
تشير مصطلحات الوسط الراديكالي، والاعتدالية الراديكالية، والوسطية الراديكالية إلى فلسفة سياسية ظهرت في الدول الغربية، لا سيما الولايات المتحدة وبريطانيا، في الثُلث الأخير من القرن العشرين. عُرِّفت الوسطية الراديكالية في بادئ الأمر بطرق عِدة، لكن مع مستهل القرن الحادي والعشرين، منح عدد من النصوص وجهات التفكير هذه الفلسفة طابعًا أكثر تطورًا.
ويشير تعبير «الراديكالية» في هذا المصطلح إلى الاستعداد من جانب أغلب معتنقي مبدأ الوسطية الراديكالية للمناداة بإحداث إصلاح جذري في المؤسسات. أما «الوسطية»، فتشير إلى الإيمان بأن الحلول الفعلية تستلزم التحلي بالواقعية والبراجماتية، وليس المثالية والانفعالية فحسب. لذا، يرد في أحد النصوص التي كتبها أحد معتنقي هذا المبدأ تعريف للوسطية الراديكالية بأنها «المثالية دون أوهام».
يقتبس معظم معتنقي الوسطية الراديكالية ما يرونه جيدًا من الأفكار، سواء من التيار اليساري أو التيار اليميني أو أي جانب آخر يجدون لديه الأفكار، وغالبًا ما يخلطون هذه الأفكار معًا. وتدعم أغلب هذه الأفكار الحلول القائمة على السوق للقضاء على المشكلات الاجتماعية في ظل إشراف حكومي قوي بما يحقق المصلحة العامة. يدعم المبدأ كذلك تزايد الانخراط والنمو العالمي للطبقة الوسطى المُمَكَّنة في الدول النامية. ويعمل العديد من معتنقي الوسطية الراديكالية داخل الأحزاب السياسية البارزة، لكن أغلبهم يدعم أيضًا المبادرات والترشيحات المستقلة والخارجية.
وقد علت الأصوات المناهضة للسياسات والاستراتيجيات الوسطية الراديكالية مع تطور الفلسفة السياسية. وتمثلت إحدى صور النقد المتداولة لهذا المبدأ في أن السياسات الوسطية الراديكالية لا تختلف سوى اختلاف طفيف عن السياسات الليبرالية اليسارية أو التقدمية المحافظة. من صور النقد الأخرى الموجهة لمعتنقي الوسطية الراديكالية أنهم يميلون للأطراف الخارجية؛ إذ يرى الناقدون أن هذا الميل ساذج ومحبط للذات. ويرى بعض الملاحظين أن الوسطية الراديكالية هي في الأساس عملية تحفيز للحوار والتفكير النشط لدى الجماعات والأفراد المُستقطَبين.

## التأثيرات والمعتنقون السابقون
بعض العوامل المؤثرة على الفلسفة السياسية الوسطية الراديكالية ليست سياسية بشكل مباشر. يحدد روبرت سي سولومون، وهو فيلسوف مهتم بالوسطية الراديكالية، عددًا من المبادئ الفلسفية التي تدعم التوازن، أو التوافق، أو التآلف، مثل مبدأ كونفوشيوس عن فضيلة «الرين»، وتعني الإيثار، ومبدأ أرسطو عن الوسطية، والإنسانية عند إراسموس ومونتين، والنظرة الثورية للتاريخ عند فيكو، والبراجماتية عند ويليام جيمس وجون ديوي'، وتكامل الأضاد عند أوروبندو غوش.

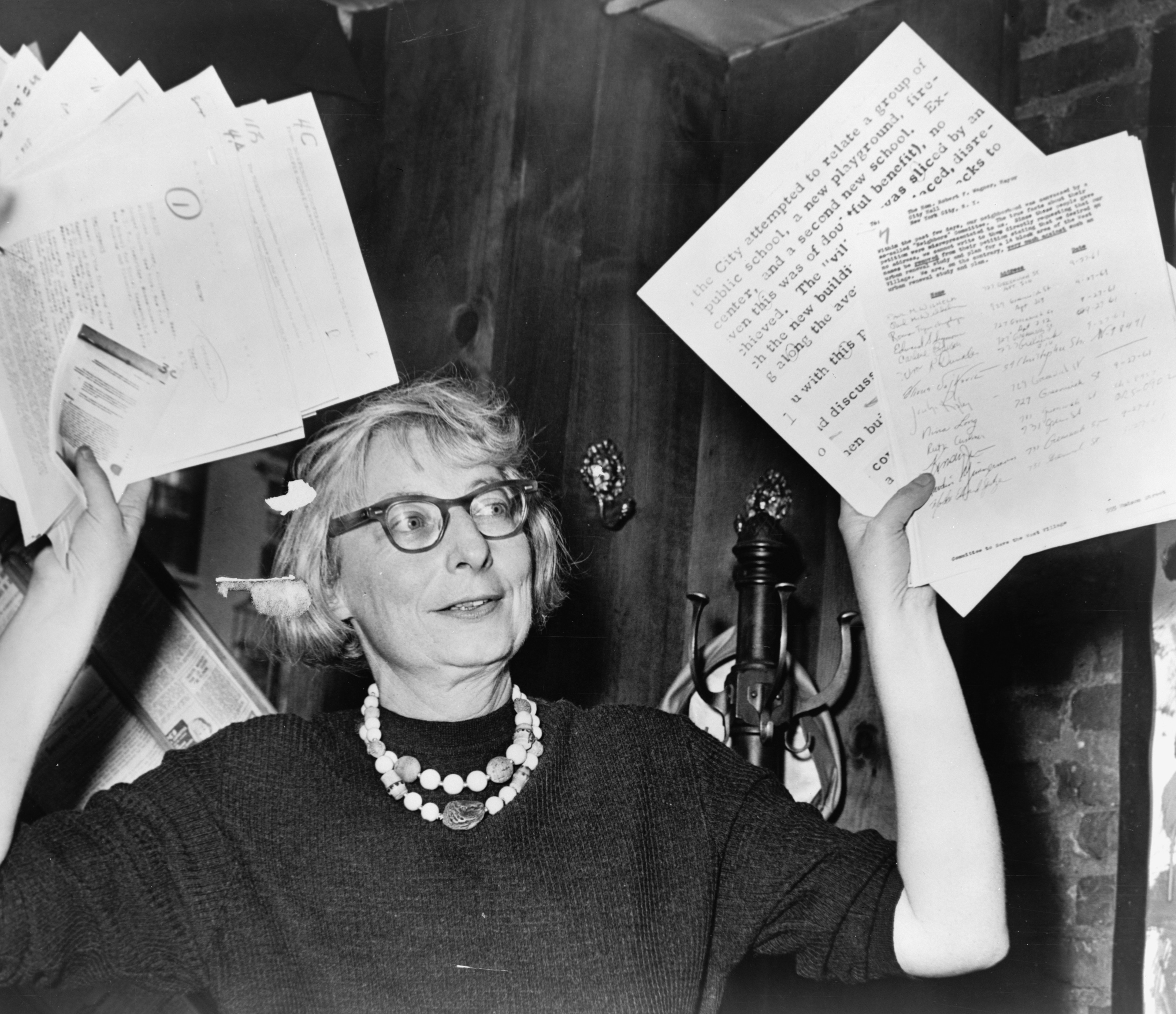
المنظّرة والناشطة المدنية جين جاكوبس (1916-2006) في عام 1961. وصِفت جاكوبس بأنها من "أوائل الوسطيين الراديكاليين".

لكن التأثيرات والمفاهيم السابقة التي يتم ذكرها عادةً نابعة من الواقع السياسي. على سبيل المثال، يعتبر السياسي البريطاني المتبني لمبدأ الوسطية الراديكالية نيك كليج نفسه وريثًا للمُنظِّر السياسي جون ستيوارت ميل، ورئيس الوزراء الليبرالي السابق دفيد لويد جورج، وعالم الاقتصاد جون مينارد كينز، والمصلح الاجتماعي ويليام بيفريدج، وقائد الحزب الليبرالي السابق جو جريموند. وفي كتابه Independent Nation (الأمة المستقلة) (2004)، استعرض جون أفلون المعتنقين السابقين المؤثرين على الوسطية السياسية الأمريكية في القرن الحادي والعشرين، ومنهم الرئيس الأمريكي ثيودور روزفلت، ورئيس المحكمة العليا الأمريكية إيرل وارين، والسيناتور دانييل باتريك موينيهان، والسيناتور مارجريت تشيس سميث، والسيناتور الأمريكي من أصل إفريقي إدوارد دابليو برووك. ويشير الكاتب المعتنق لمبدأ الوسطية الراديكالية مارك ساتين إلى التأثيرات السياسية من خارج الساحة الانتخابية، ومن الأمثلة عليها المفكر المؤمن بالتكاتف المجتمعي أميتاي إتزيوني، وناشر المجلات تشارلز بيترز، وواضع نظريات الإدارة بيتر دراكر، وواضع نظريات التخطيط المدني جين جيكوبز، ومتبعا مبدأ المستقبلية هايدي وأفلين توفلر. ويصف ساتين بنجامين فرانكلين بالأب المؤسس المحبوب للوسطية الراديكالية؛ إذ اتسم «بالعملية الشديدة»، و«الإبداع المذهل»، وتمكن من «إقناع الفرق المتناحرة والنفوس المكلومة [في اجتماع الدستور الأمريكي] بتجاوز خلافاتهم».

## وضع الأسس في أواخر القرن العشرين

### تعريفات أولية
من أولى المرات التي اُستخدِم فيها مصطلح "الوسطية الراديكالية" في سياق سياسي كان في عام 1962 عندما استخدمه رسام الكاريكاتير جوليس فايفر للسخرية من الطبقة السياسية الأمريكية. وتُعَد ريناتا أدلر، الكاتبة في مجلة ذا نيويوركر من أوائل من وضعوا تعريفًا إيجابيًا للوسطية الراديكالية. ففي مقدمة مجموعتها الثانية من المقالات التي تحمل عنوان Toward a Radical Middle (نحو وسطية راديكالية" (1969)، وصفت أدلر الوسطية الراديكالية بأنها الراديكالية المتعافية. فعلى حد قولها، نبذت الوسطية الراديكالية التفاخر والعبارات الرنانة التي اتسمت بها فترة الستينيات، في حين انحازت للقيم "التقليدية"، مثل "العقلانية، والتهذب، والرخاء، والكرامة الإنسانية والتواصل [البشري]". ونادت أدلر "برأب الصدع" بين الطبقة العاملة من البيض والأمريكيين من أصل إفريقي.
وفي السبعينيات، وصف عالم الاجتماع دونالد وارين الوسطية الراديكالية بأنها تتألف من «الوسطيين الأمريكيين الراديكاليين» الذين انتابهم الارتياب بشأن الحكومة الكبيرة ووسائل الإعلام القومية والأوساط الأكاديمية، بالإضافة إلى الأغنياء من الأفراد والمؤسسات المتنافسة. ورغم أن هذه الفئة من الوسطيين الراديكاليين قد يمنحون أصواتهم لأفراد التيار الديمقراطي أو الجمهوري، أو الشعبي مثل جورج والاس، فهم يشعرون بالغربة السياسية ويبحثون عن قادة يحاولون معالجة مخاوفهم.

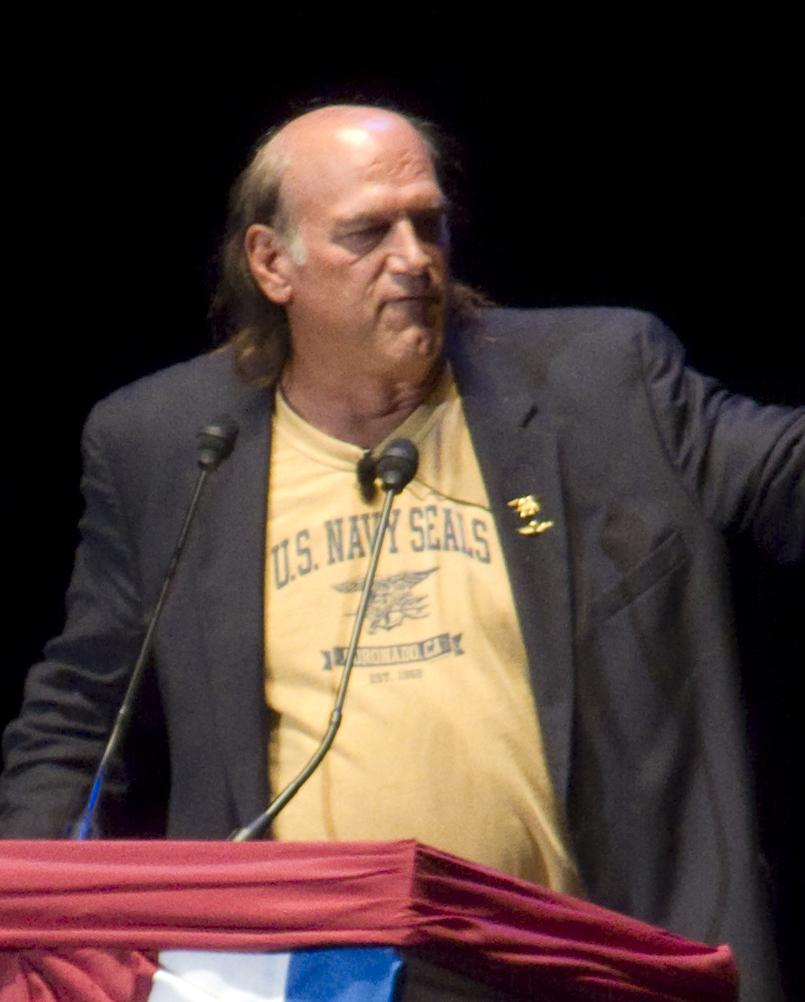
الحاكم السابق لحزب مينسوتا المستقل جيسي فينتورا شارحًا معنى الوسطية لراديكالية في التسعينيات.

في الثمانينيات والتسعينيات من القرن العشرين، ساهم العديد من المؤلفين بأفكارهم في تعريف مبدأ الوسطية الراديكالية. على سبيل المثال، أضافت مارلين فيرجوسون، التي اتبعت مبدأ المستقبلية بُعدًا شموليًا لهذا المفهوم عندما قالت "[إن] الوسطية الراديكالية... ليست محايدة أو بينية، وإنما هي نظرة شاملة كلية". عالم الاجتماع آلان وولف الجانب الإبداعي في السياسة إلى الوسط، إذ يقول: "إن اليمين واليسار المتطرفين يعلمان موقفهما جيدًا، أما الوسط فيقدم ما هو مغاير وغير متوقع. أما المُنظِّر الأمريكي من أصل إفريقي ستانلي كروتش، فقد أزعج الكثير من المفكرين السياسيين عندما أعلن أنه "براجماتي راديكالي". وقد أوضح موقفه قائلاً: "إنني أقر بكل ما أراه فرصة فضلى للعمل، وللتحلي بالإلهام والوجدانية، وللتفكير في كافة صور الانقسام الخاطئ وتجاوز شرك العرقية".
في التسعينيات، تولى جيسي فينتورا، وأنجس كينج، ولويل ويكر منصب حكام لولايات أمريكية. أشار جون أفلون إلى أن هذه الشخصيات كان لها دور ريادي في الجمع بين الحرص المالي والتسامح الاجتماعي، الأمر الذي مثّل نموذجًا للحكم الوسطي الراديكالي منذ ذلك الحين. هذا فضلاً عن تطويرهم أسلوبًا مميزًا يجمع بين «الفطرة السليمة وجاذبية الانشقاق».
وفي مقاله المؤثر الذي احتل غلاف مجلة نيوزويك عام 1995، وحمل عنوان «تعقب الوسطية الراديكالية»، وصف الصحفي جو كلاين الوسطيين الراديكاليين بأنهم أكثر غضبًا وإحباطًا من الديمقراطيين والجمهوريين التقليديين. وقال كلاين إنهم يشتركون في أربعة أهداف عامة، ألا وهي: جني الأموال من السياسة، وتحقيق التوازن للميزانية، واستعادة التلطف، والتوصل إلى كيفية إدارة الحكومة بشكل أفضل. وقال أيضًا إن مخاوفهم مثّلت المحرك الدافع «لما صار حركة فكرية مهمة لا تقل في أهميتها عن محاولة استبدال المفاهيم التقليدية لليبرالية والمحافظة».  

### أوجه الاختلاف مع «الطريق الثالث»
في عام 1998، أشار عالم الاجتماع أنطوني جيدينز إلى أن الوسطية الراديكالية مساوية لمفهوم «الطريق الثالث&». بالنسبة لجيدينز، مستشار رئيس الوزراء البريطاني الأسبق توني بلير، والعديد من الممثلين السياسيين الأوروبيين الآخرين، يشير مفهوم «الطريق الثالث» إلى صورة مُعدّلة من الديمقراطية الاجتماعية.
أما أغلب المفكرين الوسطيين الراديكاليين، فلا يساوون بين الوسطية الراديكالية والطريق الثالث. وفي بريطانيا، لا يعتبر الكثيرون منهم أنفسهم ديمقراطيين اجتماعيين. وقد أوضح تمامًا السياسي البريطاني الوسطي الراديكالي نيك كليج أنه لا يعتبر نفسه خلفًا لتوني بلير، كما أن ريتشارد رييفز، مستشار كليج الملازم له طوال حياته، رفض الديمقراطية الاجتماعية رفضًا تامًا.
يختلف الوضع في الولايات المتحدة الأمريكية؛ إذ تبنى مفهوم «الطريق الثالث» مجلس القيادة الديمقراطية وغيره من الديمقراطيين المعتدلين. لكن أغلب الوسطيين الراديكاليين يتجنبون ذلك المصطلح أيضًا. لم يذكر تيد هالستيد ومايكل ليند ذلك المصطلح في مقدمتهما للسياسات الوسطية الراديكالية، واتهم ليند لاحقًا الديمقراطيين الوسطيين المنظمين بالتحيز «للوسط اليميني» وبورصة وول ستريت. وقد عبّر الوسطيون الراديكاليون عن استيائهم الشديد مما يرونه «[]مساومة», و «تثليث»،  وغير ذلك من الممارسات المفترضة لما يطلق عليه بعضهم «الوسطية العاطفية».

## نظرات عامة على القرن الحادي والعشرين

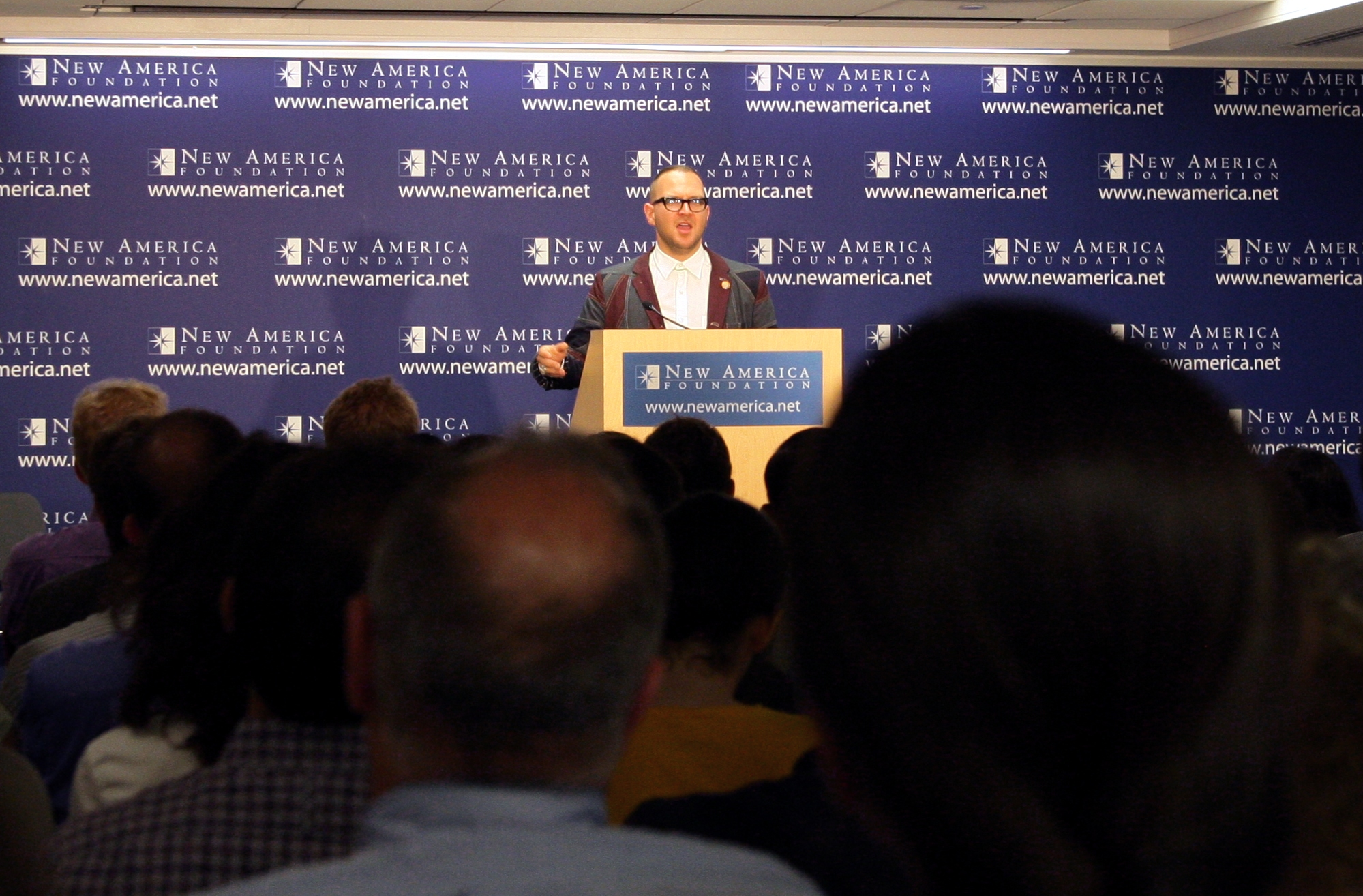
تأسست مؤسسة "نيو أمريكا فاونديشين" على يد المؤلفين تيد هالستيد ومايكل ليند لإدخال الوسطية الراديكالية إلى واشنطن العاصمة.

شهدت السنوات الأولى من القرن الحادي والعشرين نشر أربع مقدمات للسياسات الوسطية الراديكالية، وتمثلت في الكتب التالية: كتاب تيد هالستيد ومايكل ليند The Radical Center (الوسط الراديكالي) (2001)، وكتاب ماثيو ميلر The Two Percent Solution (حل الاثنين بالمائة) (2003)، وكتاب جون أفلون Independent Nation (الأمة المستقلة) (2004)، وكتاب مارك ساتين Radical Middle (الوسط الراديكالي) (2004). حاولت هذه الكتب الانتقال بمفهوم الوسطية الراديكالية إلى ما هو أبعد من مرحلة «التلميحات الحذرة» والملاحظة الصحفية لتعرّفه كفلسفة سياسية.
واتسم المؤلفون الذين تولوا تلك المهمة باختلاف خلفياتهم: فكان أفلون كاتبًا لخطابات عمدة نيويورك الجمهوري رودولف جولياني؛<Avlon (2004), pp. 378–79.</ref&gt؛ وميلر كان مستشارًا تجاريًا قبل عمله في مكتب ميزانية الرئيس الأمريكي بيل كلينتون; وليند كان نصيرًا "لليبرالية القومية" كما طرحها هاري ترومان; وهالستيد أدار مؤسسة فكرية باسم Redfining Progress" (إعادة تعريف التقدم); وساتين ساهم في وضع مسودة البيان السياسي التأسيسي لحزب الخضر الأمريكي والذي حمل عنوان "Ten Key Values" (القيم العشر الأساسية). رغم ذلك، فثمة رابط جيلي: بين هؤلاء المؤلفين؛ إذ تراوحت أعمارهم جميعًا بين 31 و41 عامًا عند نشر كتبهم (فيما عدا ساتين الذي قارب الستين آنذاك).
رغم أن تلك الكتب الأربعة لم تعكس الرأي ذاته، فقد عبّرت عن افتراضات وتحليلات وسياسات وإستراتيجيات ساعدت في وضع معلمات الوسطية الراديكالية كفلسفة سياسية بالقرن الحادي والعشرين.:

### افتراضات
- لا يمكن حل مشكلاتنا بإجراء بعض التعديلات السطحية؛ وإنما الإصلاحات الجوهرية ضرورية في العديد من المجالات.[59][60]
- لن يتطلب حل مشكلاتنا كميات هائلة من الأموال الجديدة.[30][61]
- لكن حل مشكلاتنا سيتطلب الاستناد إلى أفضل الأفكار المستقاة من اليسار واليمين وأي مكان آخر قد توجد فيه.[4][62]
- سيتطلب كذلك حل المشكلات أفكارًا إبداعية ومبتكرة – التفكير خارج الصندوق.[63][64][65]
- لا يمكن فصل هذا التفكير عن العالم كما هو، أو عن الفهم المتباين للطبيعة البشرية. فيلزم المزج بين المثالية والواقعية.[66] ويقول جون أفلون «إن المثالية دون واقعية عاجزة، والواقعية دون مثالية عقيمة».[4]

### تحليل
- لقد دخلت أمريكا الشمالية وأوروبا الغربية إلى اقتصاد عصر المعلومات، مع احتمالات جديدة لم يتم التعامل معها بالكاد من قبل.[67][68]
- في هذا العصر الجديد، تعددية الأفراد ليست ليبرالية أو محافظة، وإنما مستقلة[69] وتسعى للتحرك في اتجاه أكثر ملاءمةً.[70]
- رغم ذلك، فإن الأحزاب السياسية ملتزمة بأفكار تطورت في عصر مختلف ومن أجل ذلك العصر؛ وليست لديها الرغبة أو القدرة على التعامل مع المستقبل على نحو واقعي.[71][72][73]
- بالإضافة إلى ذلك، يصمم الناس على الحصول على فرصة متكافئة للنجاح في العالم الجديد الذي يدخلون إليه.[73][74]

### السياسات (بوجه عام)
- التزام جوهري بالمسؤولية المالية،[30] حتى وإن تضمنت اختبارًا للوسائل بالبرامج الاجتماعية.[75][76]
- التزام رئيسي بإصلاح بالتعليم الحكومي، سواء عن طريق المساواة في الإنفاق على القطاعات المدرسية،[77] أو تقديم خيارات المدارس،[78] أو تعيين مدرسين أكثر كفاءة،[79] أو تمكين النظراء والمدرسين الموجودين بالفعل.[80]
- التزام بالحلول المستندة إلى السوق في الرعاية الصحية، والطاقة، والبيئة، إلخ، طالما أن هذه الحلول تخضع للتنظيم الدقيق من قِبل الحكومة من أجل تحقيق المصلحة العامة.[81][82] ويقول ماثيو ميلر إن هدف السياسة هو «تسخير قوى السوق لأهداف عامة».[7]
- التزام بتوفير الوظائف لجميع الراغبين في العمل، سواء عن طريق تمويل الوظائف في القطاع الخاص[83] أو خلق فرص العمل في القطاع العام.[84]
- التزام بالتمييز الإيجابي استنادًا إلى الاحتياجات بدلاً من الاستناد إلى العِرق;[85][86] والالتزام بشكل أكثر شمولية بالمثُل المساوية بين الأعراق.[87]
- التزام بالمشاركة في مؤسسات بالحوكمة العالمية وعملياتها، وتقديم المساعدة الجوهرية للناس في الدول النامية.[8][88]

### إستراتيجية
- يمكن تأسيس أغلبية سياسية جديدة، سواء أكانت ستتكون بشكل أساسي من المستقلين السياسيين وفقًا لأفلون،[89] أم «الشخصيات المراعية للآخرين» وفقًا لساتين،[90] أم الأفراد المتوازنين والبراجماتيين وفقًا لميلر،[62] أم الأفراد من الشباب وقادة الأعمال المستنيرين والمصوتين غير الموالين.[91]
- تتسم القيادة السياسية القومية بالأهمية؛ والنشاط المحلي غير الهادف للربح ليس كافيًا.[92][93]
- إصلاح العمليات السياسية مهم أيضًا، مثل إجراء تصويت تراتبي في الانتخابات، وتقديم وقت مجاني بوسائل الإعلام للمرشحين.[94][95]
- يجب إنشاء حزب وسطي راديكالي، بافتراض أن الأحزاب الرئيسية لن يمكن التغلب عليها بسهولة بواسطة النشطاء والمفكرين المتبعين لمبدأ الوسطية الراديكالية.
- في هذه الأثناء، ينبغي دعم المرشحين المستقلين، أو مرشحي الأحزاب الرئيسية، أو المرشحين الخارجيين.

## نشأة الفكرة وانتشارها
إلى جانب نشر أربع دراسات عامة حول السياسات الوسطية الراديكالية، شهد الجزء الأول من القرن الحادي والعشرين نشأة الأفكار السياسية الوسطية الراديكالية وانتشارها.

### الجهات الفكرية ووسائل الإعلام

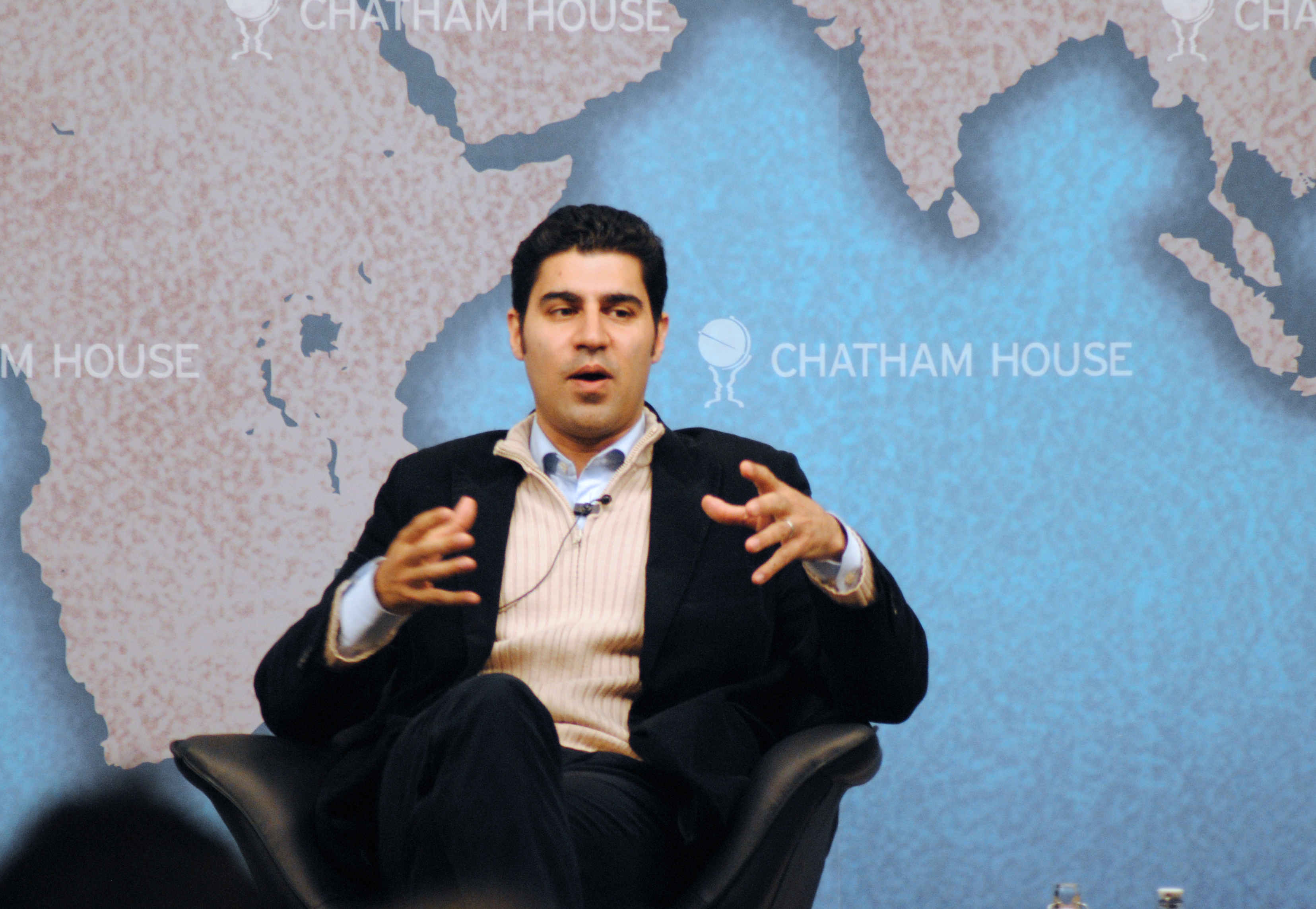
باراج خانا, مؤلف كتاب How to Run the World (كيف تدير العالم) يتحدث في مؤسسة «نيو أمريكا فاونديشين» في عام 2012.

تطور العديد من الجهات الفكرية الأفكار الوسطية الراديكالية على نحو أدق مما تفعله كتب الدراسات العامة. من بين هذه الجهات الفكرية مؤسسة ديموس في بريطانيا؛ ومعهد كيب يورك للسياسة والقيادة في أستراليا؛ ومؤسسة «نيو أمريكا فاونديشين» في الولايات المتحدة الأمريكية. تأسست مؤسسة «نيو أمريكا فاونديشين» على يد المؤلفين تيد هالستيد ومايكل ليند، رفقة اثنين آخرين، بهدف طرح الأفكار الوسطية الراديكالية على الصحفيين والباحثين السياسيين في واشنطن العاصمة.
يمكن العثور على وجهة النظر الوسطية الراديكالية في الدوريات المهمة أيضًا. على سبيل المثال، في الولايات المتحدة، كانت بداية مجلة ذا واشنطن مانثلي على يد أحد أصحاب الفكر الوسطي الراديكالي الأوائل، وهو تشارلز بيترز، كما تنشر العديد من المجلات الشهيرة مقالات يكتبها زملاء بالمؤسسة «نيو أمريكا فاونديشين». ومن بين كتاب الأعمدة، الذين يعبرون عن وجهة النظر الوسطية الراديكالية: جون أفلون في شركة «ذا نيوزويك دايلي بييست كومابني»، وتوماس فريدمان في نيويورك تايمز، وجو كلاين في مجلة تايم، وماثيو ميلر في صحفية واشنطن بوست. كما عُرِف عن الصحفيين البارزين جيمس فالوز وفريد زكريا أنهما من الوسطيين الراديكاليين.

### كتب عن موضوعات معينة
تقدم العديد من الكتب وجهات نظر وسطية راديكالية ومقترحات سياسية حول موضوعات معينة. ومن الأمثلة على ذلك:
السياسة الخارجية. في كتاب Ethical Realism (الواقعية الأخلاقية) (2006), يؤيد الليبرالي البريطاني أناتول ليفين والمحافظ الأمريكي جون هالسمان السياسة الخارجية القائمة على التواضح، والمبادئ، ورؤية أنفسنا كما يرانا الآخرون.
المحافظة على البيئة. في كتاب Break Through (اكتشاف) (2007), يدعو تيد نوردهاوس ومايكل شيلينبيرجر النشطاء لأن يصبحوا أكثر اعتيادًا على البراجماتية، والتكنولوجيا المتقدمة، والتطلعات للعظمة البشرية.
تدني الإنجازات بين الأقليات. في كتاب Winning the Race (الفوز بالسباق) (2005), يشير العالم اللغوي جون ماكورتر إلى أن الكثير من الأمريكيين من أصل إفريقي يتأثرون بشكل سلبي بظاهرة ثقافية يطلق عليها هذا العالم «الاغتراب».
العلاقات الدولية. في كتاب How to Run the World (كيف تدير العالم) (2011), يجادل الباحث باراج خانا بأن النظام العالمي الناشئ يجب ألا يُدار من أعلى لأسفل، وإنما عبر مجموعة من ممثلي الجهات غير الهادفة للربح، والجهات الحكومية، والشركات، والأفراد الذين يتعاونون لتحقيق نفع متبادل.
تعريف الآخرين كأعداء. في كتاب The Righteous Mind (العقل السليم) (2012), يحاول عالم النفس جوناثان هايدت تفسير لماذا «ينقسم الصالحون بفعل السياسة والدين».
التنظيم السياسي. في كتاب Voice of the People (صوت الناس) (2008), يحاول الناشط المحافظ لورانس تشيكرينج والمحامي الليبرالي جيمس ترنر وضع الأسس لحركة شعبية «تجمع بين الأحزاب» بجميع أنحاء الولايات المتحدة.
ما يمكن لفرد واحد فعله. في سيرته الذاتية Radical Middle: Confessions of an Accidental Revolutionary (الوسط الراديكالي: اعترافات ثائر بالصدفة) (2010)، يحاول الصحفي الجنوب إفريقي دينيس بيكيت توضيح أن فردًا واحدًا يمكن أن يحدث فارقًا في موقف ما قد يراه كثيرون ميؤوسًا منه.

## تحويل الأفكار إلى أفعال

### تمهيد: بيروت
يشير بعض المعلقين إلى حملة روس بيروت للرئاسة الأمريكية في عام 1992 كأول حملة قومية وسطية راديكالية. لكن الكثير من المؤلفين الوسطيين الراديكاليين ليسوا متحمسين بشأن بيروت. فيقر ماثيو ميلر بأن بيروت كان لديه من المبادئ ما جعله يدعم رفع الضرائب المفروضة على البنزين، وأشار هالستيد وليند إلى أنه روج لفكرة تحقيق التوازن بالميزانية، كما يقول جون أفلون إنه بلور فكرة عدم الثقة السائدة بين الأطراف الحزبية. لكن لم يتناول أيٌ من هؤلاء الكتّاب بالدراسة المتعمقة أفكار بيروت أو حملاته، في حين لم يأت مارك ساتين على ذكره على الإطلاق.
يسخر جو كلاين من الأخطاء الفادحة بحملة بيروت قائلاً إنه لم يكن شخصية بالقدر الكافي من الأهمية. ويصفه ميلر بالذئب الوحيد الغني الممول ذاتيًا. على النقيض من ذلك، يقول معظم أتباع الوسطية الراديكالية إن ما يريدونه فيما يتعلق بالفعل السياسي هو إقامة حركة سياسية ذات أسس.
بحلول العقد الثاني من القرن الحادي والعشرين، انخرط الوسطيون الراديكاليون في عدد من الأعمال المتنوعة في الدول المتحدثة بالإنجليزية:

### بريطانيا
بعد انتخابات عام 2010، أقنع نيك كليج، قائد الديمقراطيين الليبراليين (الحزب الثالث ببريطانيا)، حزبه بالدخول في اتفاقية ائتلاف بين المحافظين والديمقراطيين الليبراليين لتشكيل حكومة أغلبية. وفي خطاب ألقاه كليج على أعضاء حزبه في ربيع عام 2011، أعلن عن أنه يعتبر نفسه وحزبه من الوسط الراديكالي:
بالنسبة لليسار، الفكرة التي تستحوذ على التفكير هي الدولة. أما اليمين، فالسيطرة لفكرة السوق. لكننا كليبراليين، نؤمن بالناس. الناس الذي يملكون القوة والفرصة. يحاول خصومنا التفريق بيننا بتصنيفاتهم البالية التي تفرق بين اليمين واليسار. لكننا لا نميل لليمين أو اليسار. وإنما نصنف أنفسنا: كليبرالييين. نحن ليبراليون ونسيطر على الوسط في السياسة البريطانية. إن سياستنا هي سياسة الوسط الراديكالي.
في خريف عام 2012، شرح مستشار كليج السياسي - الذي لازمه طويلاً - الاختلافات بين هوية كليج «كليبرالي راديكالي» وبين الديمقراطية الاجتماعية التقليدية.

### أستراليا
في أستراليا، يقيم المحامي، الذي ينتمي لسكان أستراليا الأصليين نويل بيرسون حركة وسطية راديكالية واضحة بين سكان البلاد الأصليين. تسعى هذه الحركة للحصول على مزيد من الدعم من أستراليا، لكنها تسعى أيضًا لإقناع الأفراد من السكان الأصليين بتحمل مزيد من المسؤولية عن حياتهم.

### الولايات المتحدة
عبرت وسائل الإعلام في الولايات المتحدة عن الحركة الوسطية الراديكالية. في عام 2010، على سبيل المثال، دعا كاتب الأعمدة بصحيفة نيويورك تايمز توماس فريدمان لإقامة "حزب الشاي للوسطية الراديكالية" لتكون مجموعة ضغط قومية منظمة. وفي صحيفة واشنطن بوست، فسر كاتب الأعمدة ماثيو ميلر "لماذا نحن بحاجة إلى حزب ثالث من الوسطيين (الراديكاليين).
في عام 2011، أيد فريدمان منظمة «أميريكانس إيليكت»، وهي مجموعة متمردة من المستقلين والجمهوريين والديمقراطيين الوسطيين الراديكاليين الذين كانوا يطمحون لطرح مرشح رئاسي مستقل في عام 2012. وفي تلك الأثناء، قدم ميلر «خطبة الطرف الخارجي السياسية التي نحتاجها». في كتابه The Price of Civilization (ثمن الحضارة) (2011)، دعا عالم الاقتصاد بجامعة كولومبيا جيفري ساكس لإقامة حزب أمريكي ثالث ليكون «تحالفًا للوسطية الراديكالية».
رغم عدم ظهور أي مرشح رئاسي مستقل لطرف ثالث في عام 2012، أكد أفلون على حقيقة أن المصوتين المستقلين يظلون النسبة الأسرع نموًا بين جمهور الناخبين.

## بعيدًا عن الدول المتحدثة بالإنجليزية

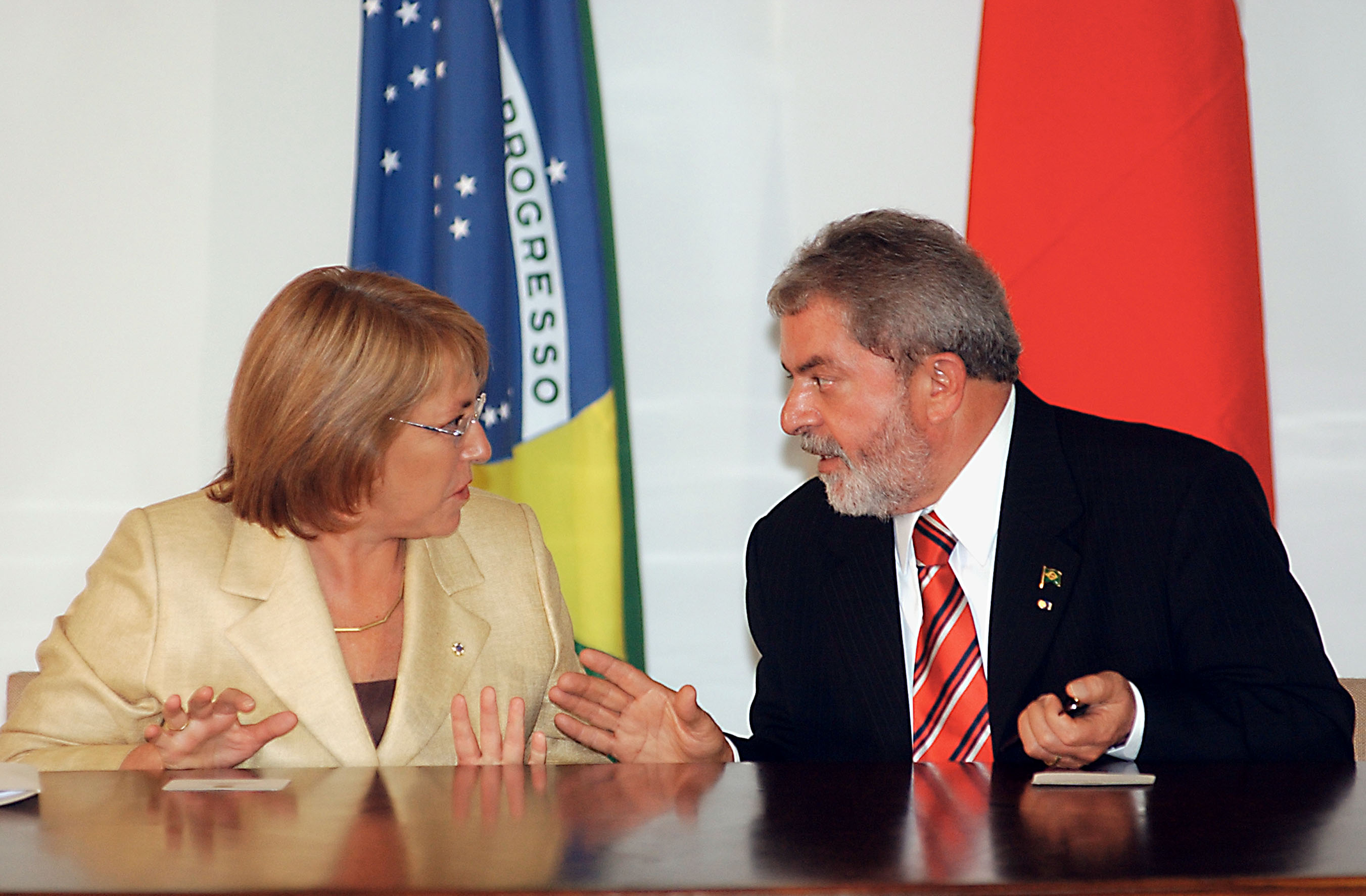
ميشيل باشيلي التشيلية ولويس إيناسيو لولا دا سيلفا البرازيلي: الوسطية الراديكالية في أمريكا الجنوبية.

من الجلي أن الأفكار الوسطية الراديكالية ونشطاء هذه الحركة محصورون في دول الأغلبية المتحدثة بالإنجليزية. رغم ذلك، فهناك وجهات نظر سياسية مشابهة تظهر في مناطق أخرى من العالم.
على سبيل المثال، في الهند، هناك اهتمام بوجهة نظر تُسمَى أحيانًا "الرأسمالية الاجتماعية". وفي الصين، تظهر الكونفشيوسية الجديدة". أما في أمريكا اللاتينية، فيتحدث الناس عن "براجماتية جديدة" بريادة قادة من أمثال لويس إيناسيو لولا دا سيلفا في البرازيل وريكاردو لاجوس وميشيل باشيلي في تشيلي.
زاك تايلور، خبير النزاعات في أوروبا واتحاد الدول المستقلة ببرنامج الأمم المتحدة الإنمائي، مقتنع بأن كلاً من عدم المساواة، والنخبوية، والفساد، والمحسوبية تدفع العديد من الأوروبيين والآسيويين إلى «الليبرالية الدستورية» التي يطلق عليها تايلور اسم «الوسطية الراديكالية».

## النقد
حتى قبل القرن الحادي والعشرين، كان بعض الملاحظين يهاجمون ما رأوه وسطية راديكالية. على سبيل المثال، في عام 1998، ذهب المُنظِّر السياسي البلجيكي شانتال موف إلى أن النزاع الحماسي - والعنيف غالبًا- بين اليسار واليمين سمة ضرورية لأي نظام ديمقراطي.

### الاعتراضات على الأفكار والمواقف
يجادل بعض المعلقين بأن الأفكار الوسطية الراديكالية ليست مختلفة جوهريًا عن الأفكار الوسطية التقليدية. فيقول، مثلاً، عالم الاقتصاد الأمريكي روبرت كاتنر أن هناك بالفعل حزبًا وسطيًا راديكاليًا –
&«ويُسمَى الديمقراطيون». كما يقول المُنظِّر الاجتماعي ريتشارد كالينبيرج إن كتاب تيد هالستيد ومايكل ليند، الذي يحمل عنوان، Radical Center (الوسط الراديكالي), على وجه الخصوص، متشكك للغاية بشأن مزايا اتحادات العمال، في حين يتحمس للغاية لمزايا السوق.
وفي عام 2001، قال الناقد الإعلامي إريك ألترمان إن مؤسسة «نيو أمريكا فاونديشين» لم تكن جهة فكرية ليبرالية أو تقدمية، بل ولم تعلم ماهيتها.
يعتقد البعض أن الأفكار الوسطية الراديكالية مختلفة كليةً عن السياسات الحالية. فوصف سام تانينهاوس، المحرر بملحق مجلة نيويورك تايمز بووك ريفيو المقترحات الموضحة في كتاب هالستيد وليند بأنها «يوتوبية». كما يرى إد كيلجور، رئيس السياسات في مجلس القيادة الديمقراطي، أن كتاب مارك ساتين، الذي يحمل عنوان Radical Middle (الوسط الراديكالي) «يضعه في النهاية في مصاف المصلحين الأمريكيين» المثاليين«الذين يعتقدون أن الأفراد الأذكياء ذوي المبادئ غير المكبلين بالقيود السياسية يمكنهم تغيير كل شيء».
ولا يعتقد جيمس جوينر أن الولايات الأمريكية التي تعين لجانًا لإعادة تحديد الدوائر الانتخابية اللاحزبية تنفذ إجراءات أكثر اتسامًا بالمسؤولية المالية من الولايات التي لا تعين مثل هذه اللجان.
File:Thomas Friedman 2005 (4).jpg|thumb |120px |alt=توماس فريدمان يرتدي بذلة، ويستند بذقنه على يديه المتشابكتين. أعمدة |توماس فريدمان الصحفية، التي تدعم الوسطية الراديكالية، من الأهداف المفضلة للمدونين.
تعرضت المواقف الوسطية الراديكالية أيضًا للانتقاد. على سبيل المثال، وصف الكثير من المدونين أعمدة توماس فريدمان الصحفية، التي تتناول موضوع الوسطية الراديكالية، بالتكبر واللامبالاة. كما يشير حركة مقاومة|المدافع عن الحرية دوما نادلوفو إلى أنه يجد «دفئًا» و«إنسانية» في السيرة الذاتية لدينيس بيكيت التي تحمل عنوان Radical Middle (الوسط الراديكالي)، لكنه يرى أيضًا فيها «شيئًا من التظاهر بالورع ... لأن دينيس لا يخطئ».

### الاعتراضات على الاستراتيجيات
يشكك بعض الملاحظين في حكمة السعي للتوصل إلى إجماع في الآراء، أو حل النزاعات بين الفصائل السياسية|حل للنزاعات بين الفصائل، أو مصالحات في الحياة السياسية. فيجادل، مثلاً، العالم السياسي جوناثان بيرنستاين بأن النظرية الديمقراطية الأمريكية منذ المقال الذي كتبه جيمس ماديسون بعنوان Federalist No. 10 (البحث الفيدرالي رقم 10) (1787) قامت على الاعتراف بالانشقاق بين الفصائل وسمة الجدال، وأنه لا يرى داعيًا لتغيير ذلك الآن.
يرى ملاحظون آخرون أن الوسطيين الراديكاليين يخطئون في قراءة الموقف السياسي. على سبيل المثال، يقول الصحفي المحافظ راميش بونورو أن الليبراليين والمحافظين لا يعارضون أيديولوجيًا الإجراءات الوسطية الراديكالية، مثل الحد من الاستحقاقات ورفع الضرائب لتغطية النفقات القومية. لكن مَن يعارض ذلك هم الناخبون، وسوف تتغير الأوضاع عندما يمكن إقناع الناخبين بغير ذلك.
تعرضت إستراتيجية الطرف الثالث، التي دعمها الكثير من الوسطيين الراديكاليين الأمريكيين، للانتقاد باعتبارها غير عملية ومسببة للإلهاء. ويرى هؤلاء المنتقدون أنه بدلاً من هذه الاستراتيجية، الأمر بحاجة إلى (أ) إصلاح العملية التشريعية، و (ب) مرشحون في الأحزاب السياسية الموجودة بالفعل يدعمون الأفكار الوسطية الراديكالية. وآلية الطرف الثالث المحددة، التي دعمها الكثيرون من الوسطيين الراديكاليين الأمريكيين في عام 2012 – منظمة «أميريكانس إيليكت»  – تعرضت للنقد لكونها «حزبًا مدفوعًا من النخبة»; ومدعومًا من «مجموعة مريبة من أكبر مليونيرات وول ستريت».
بعد قضاء بعض الوقت مع العديد من الوسطيين الراديكاليين، انتهى الصحفي أليك ماكجيليز إلى أن وجهات نظر هؤلاء الوسطيين متباينة للغاية؛ مما يحول دون توصلهم على الإطلاق إلى اتفاق يمكّنهم من إقامة مؤسسة سياسية قادرة على البقاء.

### المخاوف الداخلية
يتسم بعض الوسطيين الراديكاليين بتراجع تفاؤلهم للغاية بشأن المستقبل. ويمثل اختيار الزملاء أحد المخاوف التي يعاني منها هؤلاء الوسطيون الراديكاليون. على سبيل المثال، يقلق مايكل ليند من أن الحماس لمصطلح الوسطية الراديكالية من جانب «وسطاء الحكمة التقليدية» قد يشير إلى ضعف في الرؤية الراديكالية التي ينطوي عليها ذلك المصطلح.
من المخاوف الأخرى الحماس. فيخشى جون أفلون من أن بعض الوسطيين لا يستطيعون مقاومة إغراء الأنصار الحماسيين، الذين يصفهم أفلون «مهووس سياسي (سياسة)|بالمهووسين». على النقيض من ذلك، ما يثير قلق مارك ساتين هو أن الوسطية الراديكالية، رغم كونها «عقلانية للغاية»، فإنها تفتقر إلى «الحماس المُحفِّز» - ويشير إلى أنه لا توجد حركة سياسية ناجحة دون هذا الحماس.

## الوسطية الراديكالية كحوار وعمل
File:America Speaks event - Flickr - Knight Foundation.jpg|thumb |right |alt=العشرات يتحدثون حول موائد متراصة بغرفة كبيرة. |AmericaSpeaks (أمريكا تتحدث) هي واحدة من المنظمات العديدة التي تحفز الحوارات والتفكير النشط بين المجموعات والأفراد المُستقطَبين عادةً.
بعض الوسطيين الراديكاليين، مثل الوسيط مارك جيرزون والناشط جوزيف فرانسيس ماكورميك، يرون أن الوسطية الراديكالية هي في الأساس التزام بالعمل. يتمثل منهج هذه الفئة من الوسطيين في تسهيل عمليات الحوار المنظم بين المجموعات والأفراد المُستقطَبين، بدءًا من مستوى المتجاورين في السكن وصولاً إلى مستويات أعلى. ومن أهدافهم الرئيسية كذلك تمكين المشاركين في الحوار من التوصل إلى آراء وحلول جديدة من شأنها تحقيق المصالح الأساسية لكل طرف. يصف كلٌ من العالم البيئي جاري بول نابان|جاري نابان ومؤلف كتاب Onward Christian Athletes (الرياضيون المسيحيون الصاعدون) توم كراتنميكر الوسطية الراديكالية بأنها المكان (المجازي) الذي يمكن للحوار والابتكار أن يحدثا فيه.
من المنظمات التي تسعى لتحفيز الحوار والابتكار بين الأشخاص والمجموعات المتباينة AmericaSpeaks (أمريكا تتحدث)، وNational Issues Forums (منتديات القضايا القومية), وSearch for Common Ground (البحث عن أساس مشترك). وصِفت ميدنة بورتلاند بولاية أوريجون بأنها «وسطية راديكالية» في صحيفة أمريكا اليوم لأن العديد من المجموعات المعادية لبعضها البعض فيما مضى بهذه المدينة صار هناك حوار وتعلم وعمل متبادل فيما بينها.

## كتابات أخرى

### من تسعينيات القرن العشرين
- Coyle, Diane (1997). The Weightless World: Strategies for Managing the Digital Economy. Massachusetts Institute of Technology Press. ISBN 978-0-262-03259-9.
- Esty, Daniel C.; Chertow, Marian, eds. (1997). Thinking Ecologically: The Next Generation of Ecological Policy. Yale University Press. ISBN 978-0-300-07303-4.
- Penny, Tim; Garrett, Major (1998). The 15 Biggest Lies in Politics. St. Martin's Press. ISBN 978-0-312-18294-5.
- Sider, Ronald J. (1999). Just Generosity: A New Vision for Overcoming Poverty in America. Baker Books. ISBN 978-0-8010-6613-9.
- Ventura, Jesse (2000). I Ain't Got Time to Bleed: Reworking the Body Politic from the Bottom Up. New York: Signet. ISBN 0-451-20086-1.
- Wolfe, Alan (1998). One Nation, After All: What Middle-Class Americans Really Think. Viking. ISBN 978-0-670-87677-8.

### من العقد الأول بالقرن الحادي والعشرين
- Anderson, Walter Truett (2001). All Connected Now: Life in the First Global Civilization. Westview Press. ISBN 978-0-8133-3937-5.
- Florida, Richard (2002). The Rise of the Creeative Class: And How It's Transforming Work, Leisure, Community and Everyday Life. Basic Books. ISBN 978-0-465-02476-6.
- Lukes, Steven (2009). The Curious Enlightenment of Professor Caritat: A Novel of Ideas. Verso Books, 2nd ed. ISBN 978-1-84467-369-8.
- Miller, Matt (2009). The Tyranny of Dead Ideas: Letting Go of the Old Ways of Thinking to Unleash a New Prosperity. Henry Holt and Company. ISBN 978-0-8050-9150-2.
- Penner, Rudolph; Sawhill, Isabel; Taylor, Timothy (2000). Updating America’s Social Contract: Economic Growth and Opportunity in the New Century. W. W. Norton and Co., Chap. 1 (“An Agenda for the Radical Middle”). ISBN 978-0-393-97579-6.
- Wexler, David B.; Winick, Bruce, eds. (2003). Judging in a Therapeutic Key: Therapeutic Justice and the Courts. Carolina Academic Press. ISBN 978-0-89089-408-8.
- Whitman, Christine Todd (2005). It's My Party, Too: The Battle for the Heart of the GOP and the Future of America. The Penguin Press, Chap. 7 (“A Time for Radical Moderates”). ISBN 978-1-59420-040-3.

### من العقد الثاني بالقرن الحادي والعشرين
- Brock, H. Woody (2012). American Gridlock: Why the Right and Left Are Both Wrong. John Wiley & Sons. ISBN 978-0-470-63892-7.
- Edwards, Mickey (2012). The Parties Versus the People: How to Turn Republicans and Democrats Into Americans. Yale University Press. ISBN 978-0-300-18456-3.
- Pearson, Noel (2011). Up From the Mission: Selected Writings. Black Inc. 2nd ed. Part Four (“The Quest for a Radical Centre”). ISBN 978-1-86395-520-1.
- Salit, Jacqueline S. (2012). Independents Rising: Outsider Movements, Third Parties, and the Struggle for a Post-Partisan America. Palgrave Macmillan. ISBN 978-0-230-33912-5.

## وصلات خارجية

### المنظمات
- AmericaSpeaks – حوارات أمريكية
- Breakthrough Institute – مؤسسة فكرية أمريكية
- Cape York Institute for Policy & Leadership – مؤسسة فكرية أسترالية
- Centre Forum – مؤسسة فكرية في المملكة المتحدة
- Demos – مؤسسة فكرية في المملكة المتحدة
- National Issues Forums – حوارات أمريكية
- New America Foundation – مؤسسة فكرية أمريكية
- No Labels – مجموعة سياسية أمريكية
- Search for Common Ground – حوارات عالمية

### مدونات الرأي الإلكترونية
- Donklephant – مصادر متعددة
- James Fallows blog – جيمس فالوز
- John Avlon: My Columns – جون أفلون
- Matt Miller Online – مات ميلر
- The Moderate Voice – مصادر متعددة
- New America Blogs – دليل المدونات الإلكترونية بمشروعات مؤسسة «نيو أمريكا فاونديشين»
- Radical Middle Newsletter – مارك ساتين
- The Washington Note – سيتف كليمونز

### البيانات مرتبة ترتيبًا زمنيًا
- "Road to Generational Equity" (الطريق إلى المساواة بين الأجيال) – تيم بيني، وريتشارد لام، وبول سونجاس (1995). تم استرجاعه في 2 أكتوبر 2012.
- "Invitation to Join the Radical Center" (دعوة للانضمام إلى الوسط الراديكالي) – جاري بول نابان وآخرون (2003). تم استرجاعه في 2 مارس 2013.
- "The Cape York Agenda" (جدول أعمال كيب يورك) – نويل بيرسون (2005). تم استرجاعه في 2 أكتوبر 2012.
- "Ten Big Ideas for a New America" (عشر أفكار مهمة لأمريكا جديدة) – مؤسسة "نيو أمريكا فاونديشين (2007). تم استرجاعه في 2 أكتوبر 2012.
- "The Liberal Moment" (اللحظة الليبرالية) – نيك كليج (2009). تم استرجاعه في 2 أكتوبر 2012.